# Ipiranga do Sul
Ipiranga do Sul is een gemeente in de Braziliaanse deelstaat Rio Grande do Sul. De gemeente telt 2.029 inwoners (schatting 2009).